# Catasetum mentosum
Catasetum mentosum är en orkidéart som beskrevs av Lem.. Catasetum mentosum ingår i släktet Catasetum och familjen orkidéer. Inga underarter finns listade i Catalogue of Life.